# 中村源太
中村 源太（なかむら げんた、1995年5月14日 - ）は、日本の男性声優。神奈川県横浜市出身。賢プロダクション所属。

## 略歴
幼少期に姉が見ていた『デジモンアドベンチャー』を自身も見ており、その影響から両親に「声優をやってみては？」と言われたことがあったことから声優を目指すようになった。
18歳の頃より15種類以上のアルバイトをしており、最初は横浜中華街でバイトをしていた。また、スポーツジムでインストラクターを務めていた。
スクールデュオ18期生。スクールデュオに入所したきっかけはファンでもあった伊藤静の出身養成所であったことだという。2018年4月より賢プロダクション所属。同年放送の『BANANA FISH』のシャオ役が初のレギュラー役となった。

## 人物
特技には野球、音楽ゲーム、ペンギンクイズ、卵雑炊作り、太鼓の達人を挙げている。趣味には野球観戦 、ピアノ（独学）、ドライブ、筋トレ、ロードバイク、料理、ペンギン、麻雀、ゴルフを挙げている。
プロ野球では横浜DeNAベイスターズのファンである。小学3年生の頃に野球をやり始めたが、父が読売ジャイアンツのファンだったことから自身も巨人を応援していたが、地元の横浜で野球チームに入り、「巨人対横浜」の試合を見に行った時に横浜が劇的な逆転勝ちをしていたことから横浜のファンになったという。

## 出演
太字はメインキャラクター。

### テレビアニメ
2017年
- Sin 七つの大罪（観客たち）

2018年
- BANANA FISH（研究員、シャオ、警察、月龍の部下、職員 他）
- 色づく世界の明日から（クラスメイト、男子生徒）

2019年
- 異世界チート魔術師（騎士、客）
- ファンタシースターオンライン2 エピソード・オラクル（2019年 - 2020年、アークス）

2020年
- 虚構推理（2020年 - 2023年、あやかし、若者、マネージャー、男、本田刑事 他） - 2シリーズ
- 魔王学院の不適合者 〜史上最強の魔王の始祖、転生して子孫たちの学校へ通う〜（2020年 - 2023年、男子、黒服男子、討伐軍、リーベスト班男子） - 2シリーズ
- 呪術廻戦（生徒）
- ドラゴンクエスト ダイの大冒険 (2020)（2020年 - 2022年、モンスター、ガーゴイルB、バロリア、人々 他）
- NOBLESSE -ノブレス-（軍人5）
- エタニティ 〜深夜の濡恋ちゃんねる♡〜（外山審良、東條怜、佐伯彰人） - 通常版

2021年
- おそ松さん（2021年 - 2025年、社員、普通AI、男） - 2シリーズ
- トロピカル〜ジュ!プリキュア（2021年 - 2022年、学生、男子、子分、カメラマン、街の人 他）
- バクテン!!（男子生徒、駅アナウンス）
- SDガンダムワールド ヒーローズ（ヴェルデバスター隊員、張遼サザビー）
- 白い砂のアクアトープ（社員、招待客）
- ルパン三世 PART6（警官C）
- 世界最高の暗殺者、異世界貴族に転生する（売人）
- 遊☆戯☆王SEVENS（2021年 - 2022年、世紀末デュエル派の少年、世紀末派のデュエリスト）

2022年
- 平家物語（藤原成経、兵7）
- パズドラ（2022年 - 2025年、野球実況、井山、ハシリ）
- ふしぎ駄菓子屋 銭天堂（会場の人、こがね堂の職人、発掘現場のスタッフ、サムソン、怪鳥ヘルミア）
- 継母の連れ子が元カノだった（担任）
- メイドインアビス 烈日の黄金郷（ミスケソー）
- シャドーハウス（ジェームズ）
- Extreme Hearts（ディレクター）
- 異世界薬局（貴族A）
- よふかしのうた（水着男子B）
- クレヨンしんちゃん（2022年 - 2024年、サラリーマンC、後輩A）
- 新米錬金術師の店舗経営（サラサの父〈ルイス・フィード〉）

2023年
- もういっぽん!
- 【推しの子】（新人俳優）
- スキップとローファー（福田、風上の同級生、榎本、男子実行委員）
- ライアー・ライアー（篠原緋呂斗）
- スパイ教室（ヨルダン）
- ゾン100〜ゾンビになるまでにしたい100のこと〜（コスギーズG）
- お嬢と番犬くん（森川、組員2、担任1、オバケ男子2、黒服）
- アイドルマスター ミリオンライブ！（プロデューサー）
- 君のことが大大大大大好きな100人の彼女（男子B）
- め組の大吾 救国のオレンジ（2023年 - 2024年、無線音声、無線、医者、隊員A、隊員 他）
- B-PROJECT〜熱烈*ラブコール〜（MC）
- アンダーニンジャ（東、瓦田、ハゲ先生）
- 薬屋のひとりごと（官僚）
- ひきこまり吸血姫の悶々（アバークロンビー）

2024年
- 百千さん家のあやかし王子（からかさ）
- 俺だけレベルアップな件（2024年 - 2025年、赤羽源蔵、諸菱賢太） - 2シリーズ
- 異世界でもふもふなでなでするためにがんばってます。（ダン）
- メタリックルージュ（警官）
- 治癒魔法の間違った使い方（オルガ）
- 望まぬ不死の冒険者（ライズ）
- 魔王の俺が奴隷エルフを嫁にしたんだが、どう愛でればいい?（御者）
- 怪獣8号（2024年 - 2025年、ドローン隊員、若者、SP、ラジオのアナウンサー、立花コウタ 他） - 2シリーズ
- 怪異と乙女と神隠し（編集者）
- ワンルーム、日当たり普通、天使つき。（客B）
- 夜のクラゲは泳げない（若者、立北中学教師）
- 魔法科高校の劣等生（伝統派A）
- 忘却バッテリー（氷河高校野球部）
- 貼りまわれ!こいぬ（もふ犬、すこちー、清掃スタッフ、バーテンダー）
- らんま1/2 (2024)（男子）
- デリコズ・ナーサリー（来賓客）
- 2.5次元の誘惑（カメコ）

2025年
- 魔神創造伝ワタル（島民、ブロッキンD、村人A）
- 外れスキル《木の実マスター》 〜スキルの実（食べたら死ぬ）を無限に食べられるようになった件について〜（ケイン）
- 機動戦士Gundam GQuuuuuuX（オシロ） - 2025年に劇場先行版が公開
- 小市民シリーズ（新田）
- 神統記（テオゴニア）（トゥラル）
- 真・侍伝 YAIBA（ヒトデ男、一般人、侍）
- ある魔女が死ぬまで（マスコミ）
- WIND BREAKER Season 2
- ホテル・インヒューマンズ（岡嶋卓）
- 出禁のモグラ（藤村優一）
- New PANTY & STOCKING with GARTERBELT（ギークA、アンクルナイト オブ プープ、ゴースト、コーマン、警官）
- 盾の勇者の成り上がり Season 4（重鎮、部下、住民B）
- アークナイツ【焔燼曙明/RISE FROM EMBER】（グロワズル）
- ダンダダン（ヒデジ）
- ウィッチウォッチ（チンピラ1）

### 劇場アニメ
2019年
- 甲鉄城のカバネリ 海門決戦（カバネ）
- 天気の子（駅員 他）

2020年
- メイドインアビス 深き魂の黎明（祈手）
- STAND BY ME ドラえもん 2

2021年
- シン・エヴァンゲリオン劇場版𝄇
- 映画 ヒーリングっど♥プリキュア ゆめのまちでキュン!っとGoGo!大変身!!（街の人々）
- 劇場版 少女☆歌劇 レヴュースタァライト
- 竜とそばかすの姫
- 僕のヒーローアカデミア THE MOVIE ワールド ヒーローズ ミッション

2022年
- バブル
- すずめの戸締まり

2023年
- しん次元! クレヨンしんちゃん THE MOVIE 超能力大決戦 〜とべとべ手巻き寿司〜

### Webアニメ
- Plott (2020年 - 2024年)
  - 円満解決!閻魔ちゃん (財賀零士 他) - 他5作品[一覧 6]
- 日本沈没2020（2020年、男性メンバーC）
- TIGER & BUNNY 2（2022年、教師）

### ゲーム
- グランブルーファンタジー（時期不明、村人）
- Galaxyz（2020年、ヴァング）
- サムライフォース:斬！（2021年、テツオ[16]）
- アイドルマスター ミリオンライブ! シアターデイズ（2023年 - 2024年、プロデューサー〈アニメ版〉）
- インフィニティ ストラッシュ ドラゴンクエスト ダイの大冒険（2023年、バロリア）
- 百英雄伝 (2024年、ファン[17]）

### ドラマCD
- 鬼の陰陽師（2024年、夜兎丸） - クラウドファンディング返礼品[18]

### BLCD
- ROMEO 2（2019年、セス）
- 俺の部下がエロい妄想をやめてくれない（2021年、館山明人）
- オンラインゲーム仲間とサシオフしたら職場の鬼上司が来た（2022年、ギルマス）

### 吹き替え

#### 映画
- インシディアス 赤い扉（ダルトン・ランバート〈タイ・シンプキンス〉[19]）
- エア・ロック 海底緊急避難所（カイル〈ウィル・アッテンボロー〉[20]）
- エニシング・イズ・ポッシブル
- クリケットフィーバー（イシャン、シディッシュ）
- マッドマックス:フュリオサ[21]
- Mr.ノボカイン（ベン〈エヴァン・ヘングスト〉[22]）

#### ドラマ
- チーム・ケイリー（コルト）
- アレクサ&ケイティ シーズン3（スペンサー）
- 恋するアプリ Love Alarm（生徒 他）
- エレメンタリー7 ホームズ&ワトソン in NY ザ・ファイナル（バイクの男 他）
- ドクター・フー シーズン11（デルフ）
- ヴィンチェンツォ[23]

#### アニメ
- マーベル スパイダーマン（生徒[2]、ウェイクライダーズ[2]）
- Jessy and Nessy（ノック、男性）
- 万聖街

### ナレーション
- ファミリーマート「A3! ありがとう返しキャンペーン」[2]
- ファミリーマート〜春フェスタ2019〜劇場版うたの☆プリンスさまっ♪マジLOVEキングダム
- 東武ストア 節分、恵方巻キャンペーン

### ボイスオーバー
- 特捜x実録映像コップ~緊迫の実録映像が続々登場2時間スペシャル~（マーク、リック、検察官）[2]
- ワールド犯罪ミステリー（保安官、警察）
- BS世界のドキュメンタリー「ソーシャルメディアの掃除屋たち」（ルウィン、アグデニス、モデレーター4）
- ワールド極限ミステリー（多数）

### ラジオ
※はインターネット配信。
- 一生ポリケロ（ラジオ大阪）アシスタント
- アイドルマスター ミリオンライブ！ シアター通信（2024年、ASOBI CHANNEL※）
- パッと喋って帰るつもりのラジオ（2024年、ニコニコ生放送※）

### インターネット番組
- 765プロch 原っぱ通信（2023年、ASOBI CHANNEL）

### CM
- ラジオ日本「神奈川県トラック協会」

### 映画
- シン・仮面ライダー（2023年3月18日）

### 舞台
- 賢プロ新春朗読シアター「怪盗二十面相/黒蜥蜴」（中村捜査係長）

### シリーズ一覧
1. ↑  Season1（2020年）、Season2（2023年）
2. ↑  第1期（2020年）、第2期『II』（2023年）
3. ↑  第3期（2021年）、第4期（2025年）
4. ↑  Season 1（2024年）、Season 2 -Arise from the Shadow-（2025年）
5. ↑  第1期（2024年）、第2期（2025年）
6. ↑  『テイコウペンギン』、『混血のカレコレ』、『全力回避フラグちゃん!』 、『秘密結社ヤルミナティー』 、『ブラックチャンネル 』

### 初出話一覧
1. 1 2  第4期 第4話初出
2. ↑  第3期 第16話初出
3. ↑  第3期 第21話初出
4. 1 2  第365話初出
5. ↑  第207話初出
6. ↑  第208話初出
7. 1 2 3 4 5 6 7 8  第1話初出
8. 1 2  第14話初出
9. 1 2 3 4 5  第5話初出
10. 1 2 3 4 5 6 7 8  第2話初出
11. 1 2 3 4 5  第3話初出
12. 1 2 3  第4話初出
13. 1 2  第13話初出
14. ↑  第3期 第10話初出
15. ↑  第10話初出
16. ↑  第15話初出
17. 1 2  第18話初出
18. 1 2 3  第20話初出
19. 1 2  第12話初出
20. ↑  第22話初出
21. ↑  第17話初出
22. ↑  第6話初出
23. 1 2 3  第7話初出
24. ↑  第8話初出
25. ↑  第21話初出